# Criqueville-au-Plain
Criqueville-au-Plain fue una efímera comuna francesa que estaba situada en el departamento de Mancha, de la región de Normandía.

## Historia
Fue creada en 1972 con la unión de las comunas de Écoquenéauville, Sébeville y Turqueville y suprimida en 1979 siendo sus comunas reconstituidas a partir de sus antiguos territorios.

## Demografía
La comuna constaba en 1975 con 298 habitantes.